# Agustí Lluís Salvans
Agustí Lluís Salvans i Claramunt (1860-1911) va ser un pianista i compositor català de finals del segle xix.

## Biografia
Salvans es formà a Barcelona amb el mestre Pere Tintorer. Després de guanyar el primer premi de Piano al Concurs Pujol, el 1880 es va traslladar a París, on va perfeccionar coneixements amb Marmontel i Quidant. Durant aquesta etapa a París, on encara hi vivia el 1883, triomfà com a concertista. Va exercir, també, com a professor de piano al Conservatori del Liceu de Barcelona, on tingué d'alumne Joan Lamote de Grignon, i també va ser mestre de capella a Badalona. El 1886 es va casar a Sant Cebrià de Tiana amb Francesca Franci Serra i el 1892 era l'inspector de l'Associació de la Creu Roja de Barcelona. Va ser autor d'obres per a piano, que generalment signava Agustín L. Salvans, col·laborà en revistes musicals de Madrid i Barcelona (com Album Salón els anys 1897-1898) i fundà i dirigí la revista La Música ilustrada (1899). Encara era viu i en actiu el 1901, quan morí de forma sobtada el seu fill Ricard. Agustí Salvans va morir a Tiana el 5 d'octubre del 1911.

## Obres
- La Alhambra, poema sinfónico (1898), per a orquestra[5]
- Los Gnomos, per a gran orquestra[2]

### Per a piano
- ¡A los toros!, paso doble (1897)
- Anís de los cinco duros, polka paso-doble
- Carmen (1889)[7]
- Danzas españolas (inclou Carmen)
- Les Elfes, gavota impromtu, op. 10 (1889)
- Gaditana, polka de Los Cinco Duros
- Louis SAN-VALS [sic] El globo, waltz boston[7]
- L'Hirondelle, morceau á la gavotte (1891)[7]
- Impromptu
- Mazurcas de concierto, op. 4, també publicat com Trois mazurkas (1889)[7]
- Minueto, op. 19[7]
- Minueto de la 1a Sonata
- Pasdoble per a piano, manuscrit conservat a la catedral-basílica del Sant Esperit de Terrassa[8][9]
- Scherzo-fantástico, op. 8 (1889)[7]
- ¡Sola! polka paso-doble
- ¡Souviens-toi! (1898)[5]
- Valse-caprice op. 3 (1889)[7]
- Waltz

### Publicacions
- La Música ilustrada hispano-americana.  Barcelona: Tip. Moderna, 1898-1902 [Consulta: 4 desembre 2015]. Arxivat 2015-12-08 a Wayback Machine. De periodicitat quinzenal en el període 1898-1900, quan portava el subtítol revista quinzenal de música, literatura y teatros. A partir del 1901, el peu d'impremta passà a ser Barcelona-Madrid, la freqüència esdevingué mensual i el subtítol canvià a revista artística literaria.